# Église Saint-Aventin de Mélisey
L'église de Mélisey est une église située à Mélisey, en France.

## Localisation
L'église est située dans le département français de l'Yonne, sur la commune de Mélisey.

## Historique
L'édifice est classé au titre des monuments historiques en 1967.